# DB Museum Koblenz
Het DB Museum is een spoorwegmuseum in Koblenz. Het museum werd op 21 april 2001 geopend voor het publiek. Het is een onderdeel van het Verkehrsmuseum Nürnberg.
Het museum is gehuisvest in een voormalige herstelwerkplaats voor spoorwegmaterieel. De locatie werd voor dit doel in 1905 geopend en in 1995 werd de werkplaats gesloten.
In de collectie is een grote verscheidenheid van stoom-, diesel- en elektrische locomotieven, wagons voor vracht en passagiers en ander spoorwegmaterieel opgenomen. Naast dit materieel zijn er verder modeltreinen, foto’s en affiches te zien. Er is tot slot een modelspoorbaan en een kleine museumwinkel. Het museum is bijna het gehele jaar geopend.